# FC 인테르나치오날레 밀라노
풋볼 클래브 인테르나치오날레 밀라노(Football Club Internazionale Milano S.p.A., 통상 인테르로 불리며, 영어권에서는 인터 밀란)는 이탈리아 프로축구 1부 리그인 세리에 A에 소속되어 있는 축구 클럽이다. 별칭으로 유니폼이 검은색/파란색 줄무늬의 이탈리아어인 네라추리(Nerazzurri)라고 불린다. 명칭 중의 연고지 표기인 "밀라노"는 생략하는 경우가 있으나, 수식어인 "인테르나치오날레"는 경쟁팀인 AC 밀란과 구별하기 위해서 줄여서라도 반드시 언급한다.(예: 영어로 Inter Milan)
1908년 3월 9일 AC 밀란에서 독립하여 창단하였다. 유벤투스 FC, AC 밀란과 함께 이탈리아를 대표하는 전통의 명문클럽이다. 지금까지 세리에 A에서 20회의 우승을 차지하였으며, 이는 유벤투스 FC 다음으로 많은 것이다. UEFA 챔피언스리그에서 3회(준우승 2회), UEFA컵에서 3회 우승하였다. 연고지는 롬바르디아주 밀라노이며, 홈 구장은 85,700명을 수용할 수 있는 규모의 스타디오 주세페 메아차이다. 경기장 이름의 유래가 된 주세페 메아차는 과거 인테르에서 뛰었던 위대한 축구 선수 중 하나이다.
인테르는 세리에 A가 출범한 이후로 단 한 번도 강등된 적이 없으며, 이는 이탈리아 클럽 내에서 유일한 기록이다.
인테르는 엘레니오 에레라 감독의 카테나치오 전술에 힘입어 1963~1964, 1964~1965년 챔피언스 리그를 우승하였으며 이 때를 가리켜 이탈리아에서는 'La Grande Inter', '위대한 인테르'라고 부른다. 이탈리아에서 인테르 외엔 이렇게 불리는 팀은 40년대에 세리에 5연패를 한 토리노 FC가 유일하다.
지역 라이벌인 AC 밀란과의 경기를 가리켜 이탈리아어로는 데르비 델라 마돈니나(Derby della Madonnina), 밀라노 더비라고 한다. 그리고 세리에 A에서 인테르 다음으로 강등된 시즌이 적은 유벤투스 FC와의 경기를 가리켜 이탈리아어로 데르비 디탈리아(Derby d'Italia), 이탈리아 더비라고 한다.
세리에 A 2009-10를 우승 하여 2005년부터 세리에 A 5연패를 이뤄냈다. 또한 이 시즌에 코파 이탈리아와 UEFA 챔피언스리그 우승까지 차지하면서 이탈리아 최초로 트레블을 이루게 되었으며, 유럽에서 역대 6번째로 트레블을 이루게 되었다.

## 역사

### 클럽 창단과 발전 (1908–1952)

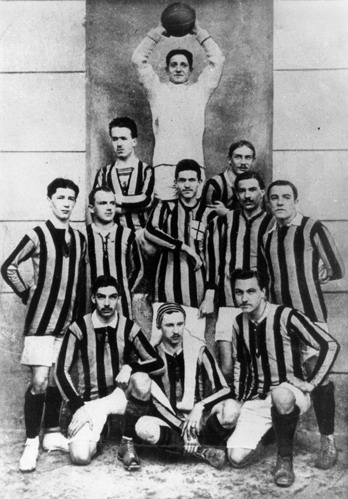
세리에 A 1909-10, 처음으로 우승했을 때의 사진

인테르는 1908년 3월 9일에 AC 밀란으로부터 분리되어 나왔다. 이탈리아인과 영국인만을 받는 AC 밀란의 정책에 반대하여 모든 외국인들에게 개방되어있는 클럽을 만들고자 이름도 이탈리아어로 ‘국제’란 뜻의 인테르나치오날레로 짓는다. 이 때 인테르를 만든 사람들은 클럽의 로고를 만든 지오르지오 무기아니와 보사르드, 라나, 베르톨로니, 데 올마, 엔리코 힌테르만, 아르투로 힌테르만, 카를로 힌테르만, 피에르토 델로노, 휴고, 한스 리에트만, 보에켈, 마네르, 위프, 카를로 아르두시이다.
1910년에 첫 번째 스쿠데토를 땄으며, 그리고 1920년에 두 번째 스쿠데토를 딴다. 비르질리오 포사티가 인테르가 첫 번째 우승을 차지하였을 때의 주장이자 감독이었으며, 그는 제1차 세계 대전에서 이탈리아군과 오스트리아군의 전쟁에서 사망하였다. 1922년에는 C.C.I.의 세리에 A B조에서 단지 11점만을 획득하여 최하위 순위를 기록하였다. 각 조의 최하위 팀은 강등당해야 되었다. 그러나 다시 리그가 합쳐지면서 인테르와 라 가제타 델로 스포츠의 편집장인 콜롬보가 FIGC에게 세리에 B는 재정에 해로우므로 다음 해에도 세리에 A에 참가할 수 있도록 진정서를 제출하였다. FIGC는 이를 인정하여 인테르가 1923년에 세리에 A에 참가할 수 있도록 하였다. 파시스트가 권력을 잡은 1928년에는 강제로 밀라네세 우니오네와 합병되었으며 이름도 암브로시아나 SS 밀라노로 바뀌었다. 이 당시에 그들은 하얀색 바탕에 붉은 십자가가 새겨진 셔츠를 입었다. 이 디자인은 4세기부터 밀라노의 후원자였던 암브로세 성자의 깃발에서 유래된 밀라노의 깃발과 군대의 옷에서 따왔다. 새 회장이 된 오레스테 시모노티는 1929년에 AS 암브로시아나로 이름을 바꾸기로 결정하였으나, 서포터들은 계속해서 클럽을 “인테르”로 불렀으며 그리고 1931년 새로운 회장 포조니는 주주들의 압력에 굴복하여 이름을 AS 암브로시아나 인테르로 다시 바꾼다.
주세페 메아차의 활약으로 1929-30, 1937-38, 1939-40을 우승하고, 1938-39 시즌에 팀 역사상 첫 번째 코파 이탈리아 우승을 하였다. 1940년에는 주세페 메아차의 부상에도 불구하고 5번째 리그 우승을 기록한다. 이러한 주세페 메아차의 공을 기리어 그의 이름은 산 시로 경기장의 공식 이름으로 남아있다. 제2차 세계 대전이 끝난 후, 클럽은 원래의 이름이었던 FC 인테르나치오날레 밀라노로 바꾸고 이후에도 계속 이 이름을 유지하였다.

### 라 그란데 인테르

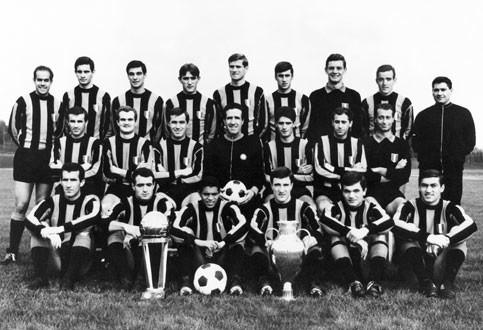
1964-65 시즌의 인테르나치오날레 선수단

전쟁 후에 인테르나치오날레는 1953년, 54년에 연속으로 스쿠데토를 따낸다. 이 타이틀 이후에 인테르는 그들의 역사에서 가장 좋았던 시절 중 하나인 라 그란데 인테르, 위대한 인테르로 이름붙인 시대가 찾아온다. 이 기간 동안 엘레니오 에레라 감독 하에, 인테르는 3개의 스쿠데토를 따낸다.(1963, 1965, 1966) 이 10년 간 가장 중요한 것은 1964년과 1965년 연속으로 유로피언 컵 우승을 차지한 것이다. 첫 번째 우승은 스페인의 레알 마드리드 CF를 상대로 따내었다. 그리고 다음 시즌은 그들의 홈 경기장에서 두 번의 챔피언스리그 우승을 하였던 SL 벤피카를 꺾으면서 연속 우승을 하였다. 1966-67 시즌에도 인테르는 결승까지 올라왔으나 리스본에서 셀틱 FC에게 2-1로 패배하였다.

### 라 그란데 인테르 이후의 시기
황금기였던 1960년대를 지난 후, 인테르는 1971년에 11번째 스쿠데토를 차지했고, 1980년에 12번째 스쿠데토를 따냈다. 또한 1972년에 5년 만에 유러피언컵 결승에 진출하였지만 요한 크루이프가 이끌던 AFC 아약스에게 2-0으로 패배하였다. 또한 인테르는 1977-1978년과 1981-82년에 코파 이탈리아를 우승하였다.
독일 듀오 안드레아스 브레메와 로타어 마테우스, 아르헨티나인 라몬 디아스의 활약으로 인테르는 1989년 조반니 트라파토니 감독 하에서 스쿠데토를 따낸다. 여기에 브레메, 마테우스의 대표팀 동료인 위르겐 클린스만이 합류하면서 수페르코파나 이탈리아나를 우승하였지만 리그 우승 타이틀을 방어하는데는 실패하였다.

### 힘겨운 시간 (1990-2004)
1990년에는 클럽의 침체기였다. 라이벌인 AC 밀란과 유벤투스 FC가 리그와 유럽에서 성공을 거두고 있음에 반해, 인테르는 뒤로 밀려나가고 있었다. 가장 최악의 시즌은 1993-94으로 13위를 기록하였다. 그럼에도 불구하고 그들은 1991년, 1994년, 1998년 UEFA 컵 우승을 하면서 유럽에서의 약간의 성공을 얻었다.
마시모 모라티가 에르네스토 펠레그리니로부터 1995년에 인테르를 인수하면서, 인테르는 더 큰 성공을 하기 위하여 호나우두와 크리스티안 비에리, 에르난 크레스포와 같은 유명 선수들을 데려온다. 이 때 당시 인테르는 두 번이나 세계 최고 이적료 기록을 깼는데, 1997년 195만 유로로 FC 바르셀로나로부터 영입해온 호나우두와 1999년에 315만 유로로 SS 라치오로부터 영입한 크리스티안 비에리이다. 1998년 UEFA 컵 결승에서 SS 라치오에게 3:0으로 승리해 우승 타이틀을 얻었지만 1990년대는 계속되는 침체기였으며, 인테르는 이 기간 동안 스쿠데토를 따내는데 실패하였다. 인테르의 팬들에게는 이 끔찍한 기간 동안 누구를 탓해야 하는지 매우 어려웠으며 이는 회장과 감독, 그리고 몇몇 선수들에게 싸늘한 관계를 만들어주었다.
인테르의 구단주였던 마시모 모라티는 팬을 위한 목표로 매우 사랑받던 루이지 시모니가 1998년에 이탈리아 올해의 감독상을 수상하기 전에 해고시켰다. 1998-99 시즌에는 인테르는 어떤 유럽 대회에 출전하는데 실패하였다.
1990-00 시즌에는 마시모 모라티는 큰 기회를 만들었는데, 일단 다시 유명 선수들과 계약을 하였다. 인테르의 큰 성공 중 하나는 전 유벤투스 FC 감독이었던 마르첼로 리피와 계약을 한 것이다. 많은 팬들과 언론들이 보기에 인테르는 마침내 승리의 공식을 손에 넣은 것처럼 보였다. 또한 안제로 페루치와 프랑스의 전설적 선수인 로랑 블랑과 계약하였으며 전 크리스티안 비에리와 블라디미르 유고비치와 함께하게 되었다. 인테르는 또한 유럽 대회의 방해도 없어서 많은 이점을 않고 시작하는 것처럼 보였다. 그러나 그들은 SS 라치오에게 코파 이탈리아와 세리에 A에서 패배하면서 또다시 스쿠데토를 따내는 것에 실패하였다.
이 시즌 이후에 더 큰 재앙이 찾아왔는데, 인테르는 수페르코파나 이탈리아에서 SS 라치오를 상대로 비록 4-3으로 졌지만 인상적인 경기를 펼쳤고 로비 킨과 계약을 하였다. 대체로 그들은 시즌 초반 좋은 시작을 하였다. 그들에게 찾아온 또다른 골칫거리는 그들이 챔피언스리그 예선에서 스웨덴의 헬싱보리 IF에게 패배하여 본선에 출전하지 못한 것이었다. 알바로 레코바가 몇 분을 남겨놓고 동점을 만들 수 있는 페널티 킥을 얻어냈지만 스벤 안데르손에 의해 막히었다. 그리고 다음 시즌 세리에 A 경기에서 레지나 칼초에게 패배하면서 다시 출발점으로 돌아온 것을 알게 된 인테르는 마르첼로 리피를 해고시킨다. 이 기간을 지나면서 인테르는 그들의 더비 라이벌인 AC 밀란의 조롱을 받았다. 당시의 AC 밀란은 이탈리아와 유럽에서 큰 성공을 거두고 있었기 때문이다. 인테르는 더비 라이벌에 의하여 끝나지 않는 패배를 앓고 있는 것처럼 보였다. 2000-01 시즌에 그들의 홈에서 밀란에게 6-0 대패를 당하는데, 이것은 인테르의 역사에 있어서 가장 큰 점수 차로 홈에서 진 경기이다. 마르코 타르델리가 리피를 대신하였지만 좋은 결과를 내는 것에 실패하였고, 결국 인테르의 팬들에게 타르델리는 이 경기로만 기억되게 되었다. 크리스티안 비에리나 파비오 칸나바로와 같은 인테르의 선수들도 이 기간 동안 힘든 시간을 보냈는데 그들이 지분을 가지고 있는 식당이 AC 밀란에게 대패한 이후로 공격을 당하였다. 물론 이반 코르도바가 CA 산로렌소로부터 이적하였지만, 그는 다음 해부터 인테르에서 뛸 수 있었다.
인테르 팬들의 항의는 이 기간을 지나면서 경기장의 현수막에까지 그들의 반달리즘이 나왔는데 이는 선수들에게 확실하게 항의하는 방법이었다. 또 다른 경우로 팬들은 쿠르바 노르드를 준비하여 경기장의 한 쪽을 경기가 진행되는 동안 비우게 하였다. 인테르는 이 기간 동안 종종 대회의 우승후보로 여겨졌는데 그 결과로 AC 밀란이 인테르를 상대로 할 때 나오는 응원가에서도 나타나있다. 이 응원가는 이탈리아 어로 7월과 8월이란 뜻인 “룰리오 아고스토”란 이름이 붙어있는데, 이는 여름 기간이 되면 언론이 시즌이 시작되기 전에 우승후보라고 말하지만 이러한 그들의 약속이 실현된 적이 없기 때문이다.
2002년에는 UEFA 컵 4강뿐만 아니라 스쿠데토를 따내기까지 45분밖에 안 남았다고 생각했는데 그들은 승점 1점을 앞서고 있는 채로 세리에 A 1위를 기록하면서 SS 라치오의 홈인 스타디오 올림피코에서 마지막 경기를 하였는데, 이 경기를 지면 유벤투스 FC나 AS 로마에게 우승을 내줄 수도 있는 상황이었다. 그런 결과로 몇몇 라치오의 팬들은 이 경기 동안 인테르를 응원하였는데 이는 인테르가 이겨 그들의 최대 라이벌인 로마가 우승하는 것을 막기 위함이었다. 인테르는 24분만에 2-1로 앞서갔으나, 라치오가 전반전 인저리 타임에서 동점을 만들었고 후반전에 2골을 더 넣으면서 어웨이 경기에서 우디네세 칼초에 2-0으로 이긴 유벤투스가 최종 승자가 되었다. 이 2002년 5월 5일의 경기는 여전히 인테르를 괴롭히고 있다.
2002-03 시즌에 세리에 A 2위란 꽤 괜찮은 성적과 2003년 챔피언스리그 4강전에서 밀란을 만났었다. 비록 1-1로 비기면서 원정골 원칙에 의하여 인테르가 졌지만, 이 경기는 똑같은 경기장에서 치러졌다. 이것은 실망스러웠던 점이지만 그들은 마침내 제대로 된 성적을 내고 있었다. 그러나 또 다시 마시모 모라티의 성급함이 또 다시 화를 불렀는데, 에르난 크레스포를 단지 한 시즌만에 팔아버리고, 엑토르 쿠페르 역시 몇 경기 많에 해고시켰다. 알베르토 자케로니가 그 자리를 대체하였지만, 오래된 인테르의 팬들은 그 역시 인테르가 4-2로 SS 라치오에게 패배하였을 때의 라치오 감독이었기에 회의적으로 보았다. 자케로니는 비록 유벤투스 FC와의 맞대결에서 토리노에서 3-1, 밀라노에서 3-2로 환상적인 모습을 보이며 이겼지만, 아무것도 특별한 무언가를 얻어내지 못 하였다. 그들은 UEFA 챔피언스리그 조별 예선에서 3위를 기록하며 탈락했다. 뿐만 아니라 그는 파르마 FC에 단지 승점 1점 차로 앞서면서 다음 시즌 챔피언스리그에 출전 할 수 있었다. 2003-04 시즌의 그나마 거둔 수확은 2004년 1월에 인테르로 컴백하여 챔피언리그 진출 싸움의 위기에서 구해 낸 아드리아누와 SS 라치오에서 건너오며 실력을 더 만개한 데얀 스탄코비치의 등장이었다. 이들은 에르난 크레스포와 클라렌서 세이도르프의 공백을 매워줄 수 있었다.

### 부활 (2004-2009)
2004-05 시즌에서 인테르는 세리에 A 13라운드까지 공식경기 9연속 무승부를 기록하는 등 불안정한 경기 운영을 선보였으나, 아드리아누의 뛰어난 퍼포먼스와 오바페미 마틴스의 활약으로 UEFA 챔피언스리그 진출권인 세리에 A 3위의 토대를 마련할 수 있었고, 해당 시즌 챔피언스리그에서도 8강에 진출하며 부활의 조짐을 내었다. 또한 2005년 6월 15일, 인테르는 코파 이탈리아에서 로마를 상대로 종합 전적 3-0(밀라노에서 미하일로비치의 골로 1-0, 로마 원정에서 아드리아누의 두 골로 2-0)으로 이기면서 코파 이탈리아를 우승하였고, 몇 년간 이어진 무관 행진을 끊을 수 있었다. 같은 해 8월 20일에는 수페르코파 이탈리아나에서 당시 2004-05 세리에 A를 우승한 유벤투스 FC(2006년 축구 스캔들 이전)를 상대로 연장전 끝에 1-0의 승리를 거두었다. 수페르코파 이탈리아나에서의 우승은 1989년 이후 처음이었으며 공교롭게도 인테르가 스쿠데토를 마지막으로 차지했던 해와 똑같다. 2006년 5월 11일, 인테르는 또다시 로마를 상대로 종합 전적 4-1(스타디오 올림피코에서 1-1, 스타디오 주세페 메아차에서 3-1)의 승리를 거두며 코파 이탈리아 정상에 오른다.
인테르는 축구 스캔들으로 유벤투스 FC와 AC 밀란이 포인트를 잃게 됨에 따라 2005-06 세리에A 정상에 오르게 된다. 2006년 7월 14일, 이탈리아 축구 협회의 항소 위원회는 유벤투스 FC, SS 라치오, ACF 피오렌티나, 레지나 칼초, AC 밀란에게 승부조작 유죄 판결을 내렸으며 관여된 다섯 클럽에게 벌을 내렸다. 그 결과로 유벤투스는 그들 역사상 처음으로 세리에 B로 강등되었으며, 도시 라이벌인 밀란은 8점이 차감되었다. 인테르는 즐라탄 이브라히모비치, 마이콘, 비에이라 등이 영입되며 2006-07 세리에 A 시즌의 강력한 우승후보가 되었다.
이 시즌 동안 인테르는 2006년 9월 25일 홈에서 AS 리보르노 칼초에게 4-1로 이기고 2007년 2월 28일 홈에서 우디네세 칼초에게 1-1로 비길 때까지 세리에 A에서 17연승을 하였다. 2007년 2월 25일에 칼초 카타니아에게 5-2로 이기면서 15연승을 한 것은 소위 빅5(이탈리아, 스페인, 독일, 프랑스, 잉글랜드)의 FC 바이에른 뮌헨과 레알 마드리드 CF와 동일한 기록이었다. 오직 SL 벤피카(29연승), 셀틱 FC(25연승), PSV 에인트호번(22연승)만이 유럽 축구 리그에서 이 5개월 동안의 질주보다 더 좋은 성적을 거둔 팀이다. 인테르는 강등권 팀인 레지나와 슬럼프를 겪고 있던 US 팔레르모와의 경기에서 각각 0-0, 2-2로 비기면서 하향세를 타는 듯하였으나, 팔레르모와의 경기는 전반전에 2-0으로 지고 있던 것을 후반전에 다시 따라잡은 것이다. 인테르는 AS 로마의 늦은 두 골로 홈에서 3-1로 패배하기까지 거의 1년 내내 무적인 상태를 유지했다.
2007년 4월 22일, 인테르는 아르테미오 프란키 경기장에서 AC 시에나에게 2-1로 이기면서 세리에 A 2연패를 하였다. 이탈리아도 FIFA 월드컵에서 우승하는데 이 대회에서 인테르의 수비수인 마르코 마테라치도 두 골을 넣으면서 팀의 우승에 기여했다. 인테르는 2007-08 시즌 세리에 A와 UEFA 챔피언스리그에서 둘 다 승리하면서 대회를 시작하였다. 인테르는 리그를 좋게 시작하면서 리그 순위권에 자리 잡았으며, 챔피언스리그 또한 16강전까지는 무난하게 갔다. 그러나 2월 19일 16강전에서 리버풀 FC에게 종합전적 2-0의 패배를 당하면서 당시 인테르의 감독이었던 로베르토 만치니의 미래가 불확실해졌으며, 그리고 리그에서도 이기는 데 실패를 하였다.(UC 삼프도리아와 그들의 리그 최대 라이벌인 AS 로마와 비기고 원정에서 SSC 나폴리에게 첫 번째 패배를 당했다.) 리버풀에 의해 챔피언스리그 탈락을 하면서 만치니는 감독직을 사퇴한다고 말했으나 이틀 뒤에 마음을 바꾸면서 계속 남게 된다.
인테르는 스쿠데토 경쟁에서 좋은 결과로 마무리 지을 수 있는 기회가 2번 있었지만, 더비 라이벌인 AC 밀란에게 홈에서 패배하고 AC 시에나와 비기면서 마지막 경기까지 AS 로마와 단지 승점 1점 차이 밖에 나지 않게 되었다. 인테르는 무릎 부상에서 회복중이던 즐라탄 이브라히모비치가 파르마 FC를 상대로 두 골을 넣으면서 가까스로 우승할 수 있었다.
이 승리 이후, 5월 29일 인테르는 챔피언스리그에서 리버풀에게 패배한 것을 이유로 만치니를 해고 시킨다. 그리고 6월 2일, 인테르는 그들의 공식 홈페이지에 FC 포르투와 첼시 FC의 감독이었던 조제 모리뉴를 새 감독으로, 주세페 바레시를 수석 코치로 임명하였다. 이 때 당시 모리뉴는 세리에 A 2008-09의 유일한 외국인 코치였다. 모리뉴는 이 시즌의 여름 이적기간 동안 세 명의 선수를 영입하는 만시니와 설리 알리 문타리, 히카르두 쿠아레즈마이다. 모리뉴의 부임 첫 기간 동안 네라주리는 수페르코파 이탈리아나에서 우승을 하고 세리에 A 2008-09에서 우승을 하면서 리그 4연패를 하였다. 그러나 챔피언스리그에서는 맨체스터 유나이티드 FC에게 패배하면서 3년 연속 16강에서 탈락하게 되었다. 리그에서 4연패를 차지한 것은 유벤투스 FC와 토리노 FC 이후 60년 만의 일이다.

### 트레블 (2009-2010)
인테르는 UEFA 챔피언스리그 2009-10에서 더더욱 좋은 결과를 만들어냈는데, 모리뉴의 친정팀인 첼시 FC를 종합전적 3-1로 꺾으면서 4년 만에 8강에 올랐다. 그리고 CSKA 모스크바를 종합전적 2-0으로 꺾으면서 4강에 오른다. 인테르는 지난해 우승 팀이었던 FC 바르셀로나를 1차전 홈에서 3-1로 이겼다. 2차전에서는 1-0으로 인테르가 패배하였지만 합계 전적 3-2로 꺾으면서 그들 역사상 다섯 번째로 유러피언 컵/챔피언스리그 결승전에 진출한다. 인테르는 디에고 밀리토의 두 골로 FC 바이에른 뮌헨을 이기면서 유럽의 챔피언이 된다. 인테르는 또한 2점 차로 AS 로마를 밀어내면서 세리에 A 2009-10를 우승하였고, 코파 이탈리아도 결승전에서 로마를 1-0으로 꺾으면서 우승을 하게 된다.
스쿠데토와 코파 이탈리아, 챔피언스리그 우승까지 한 시즌에 모두 이루어내면서 인테르는 이탈리아 클럽 최초로 트레블을 달성하게 된다.
이 시즌의 활약으로 인테르는 2009-10 UEFA 올해의 골키퍼, 수비수, 미드필더, 공격수, 선수상까지 휩쓸게 되었다.

### 제2의 암흑기시대가 도래한 인테르 (2010-2013)
| 줄리우 세자르 마이콩 루시우 코르도바 키부 사네티(C) 캄비아소 모타 에토 판데프 밀리토 |
| FIFA 클럽 월드컵 2010 결승전 선발 명단. vs TP 마젬베                                 |

그러나 주제 모리뉴는 레알 마드리드 CF와 2010년 5월 28일에 계약을 하면서 더 이상 인테르는 그와 함께하지 못 했다. 그리고 이자리를 라파엘 베니테스가 2년 계약을 체결하면서 맡게 된다. 그리고 2010년 수페르코파나 이탈리아에서 AS 로마를 3-1로 이기면서 4번째 우승컵을 들어올리게 된다. 그리고 2010년 12월, FIFA 클럽 월드컵 결승전 TP 마젬베를 3-0으로 꺽으면서 5번째 우승컵을 들어올리면서 5관왕을 달성하게 된다. 이는 2001년의 리버풀 FC, 2006년의 알아흘리, 그리고 6관왕을 달성한 2009년의 FC 바르셀로나가 있다. 그렇지만 그는 리그에서 좋은 결과를 보여주지 못하면서 같은 해 12월 23일 구단은 베니테스와 상호 해지에 합의한다. 그리고 다음날 그 자리를 AC 밀란의 감독이기도 하였던 레오나르두 아라우주를 임명한다. 그리고 이 시기에 잠파올로 파치니, 안드레아 라노키아, 나가토모 유토 가 영입되었다. 레오나르두는 노력하여 순위를 다시 따라잡는데 성공하였지만 결국 밀란에 이어 2위를 함으로써 인테르의 세리에 A 연패 행진은 5연패에서 끝나게 된다.
그리고 레오나르두가 파리 생제르맹 FC의 단장으로 떠나면서 인테르는 다음 감독으로 잔 피에로 가스페리니를 임명한다. 또한 디에고 포를란과 유명 선수를 영입하였다. 그렇지만 가스페리니는 인테르에서 1무 4패로 단 1승도 거두지 못 하면서 경질되고 말았다. 그리고 그 후임으로 클라우디오 라니에리가 되었다. 라니에리는 AC 밀란 전에서 1-0 승리를 거두는 등 7연승을 거두며 다시 인테르를 앞으로 올라가게 하는 듯 하였으나, 이후 7경기 무승을 거두면서 부진에 빠졌다. 결국 라이벌 유벤투스와의 경기에서 2-0으로 패배해 데르비 디탈리아에서 홈, 원정 경기 모두 패배를 하면서 라니에리는 감독직에서 물러났다. 그리고 그 자리를 인테르 프리마베라의 감독으로 U-19 챔피언스리그(NextGen) 우승을 한 안드레아 스트라마키오니를 감독으로 임명하였다. 그는 AC 밀란과의 데르비 델라 마돈니나 경기에서 4-2로 이기면서 준수한 성적을 거두었지만 결국 인테르는 6위로 마감하면서 다음 시즌 챔피언스리그 진출에 실패하였다.
인테르는 전체적으로 연령층이 높은 선수층을 개선하기 위해 많은 트레블의 영웅들을 이적시켰다. 먼저 겨울 이적 시장에서 티아구 모타를 파리 생제르망 FC로 이적시켰다. 그리고 여름 이적 시장에선 루시우를 자유계약 신분으로 풀어주었다. 또한 팀의 든든한 오른쪽 풀백이었던 마이콩을 맨체스터 시티 FC로, 주전 골키퍼였던 줄리우 세자르를 퀸즈 파크 레인저스 FC로 보내야했다. 이미 임대로 SSC 나폴리에서 뛰고 있던 고란 판데프도 완전 이적 옵션으로 넘겼다. 그리고 인상적인 모습을 보이지 못 한 디에고 포를란과 잠파올로 파치니를 각각 SC 인테르나시오나우와 AC 밀란으로 보냈다.
그리고 새로운 얼굴들 역시 인테르의 유니폼을 입었다. 이미 임대로 뛰고 있던 프레디 과린을 영입하고, 로드리고 팔라시오 역시 영입하였다. 미드필더 층을 두텁게 하기 위해 가비 무딩가이와 왈테르 가르가노가 영입되었으며, 주전 골키퍼의 빈자리는 사미르 한다노비치가 메웠으며 파치니와 맞교환되어 안토니오 카사노가 영입되었다. 또한 젊은 수비수 마티아스 실베스트레도 영입되었다.
이 선수들을 바탕으로 인테르는 2012년 8월 2일 HNK 하이두크 스플리트와의 UEFA 유로파리그 원정 경기를 시작으로 리그에서 2012년 10월 7일 AC 밀란과의 데르비 델라 마돈니나 원정 경기에서 1-0으로 이겼으며, 같은 해 11월 3일 유벤투스 FC와의 데르비 디탈리아 원정 경기에서도 3-1로 이기며 아탈란타 BC와의 원정 경기에서 3-2로 패할 때까지 원정 10연승을 달렸다. 그러나 이후 주전 선수들의 부상으로 인해 인테르는 부진에 빠졌으며 결국 2012-13 시즌을 9위로 마감하여 유럽대항전 진출에 실패하였다.
결국 이 부진을 이유로 스트라마키오니는 감독직에서 경질되었다.
인테르는 지난시즌 SSC 나폴리를 준우승으로 이끈 발테르 마차리를 새 감독으로 임명하였다. 이 시기에 좋은 활약을 보여주었던 안토니오 카사노가 파르마 FC로 이적했고, 기대에 미치는 활약을 보여주지 못한 임대생 가르가노는 완전 영입하지 않았으며 부진한 활약을 보인 실베스트레 역시 밀란으로 임대되었다. 지난시즌 심각한 부상으로 3경기밖에 뛰지못하면서 존재감을 잃어갔던 데얀 스탄코비치 또한 인테르를 떠나게 된다. 새로 영입된 선수들도 몇명 있다. 우루과이 출신 유망주 미드필더 디에고 라살트를 데펜소르 스포르팅 클럽으로부터 영입했고, 2013년 초에 인테르 이적을 이미 확정지은 루벤 보타도 합류하였다. 그리고 센터백 강화를 위해 수비수 우고 캄파냐로와, 마르코 안드레올리를 영입했고, 최근 맨체스터 시티 FC의 영입대상이기도 했었던 아르헨티나 신성 공격수 마우로 이카르디도 합류하게 된다. 팀의 주장직을 맡고있는 하비에르 사네티도 아킬레스건 부상으로인해 은퇴할 것이라는 추측이 많았으나 1년 재계약에 성공한다. 신임 마차리 감독 체제에서 자리를 잃은 에제키엘 스켈로토는 이번시즌 승격팀인 US 사수올로 칼초로 임대이적했다. 인테르는 2013-14 시즌초반을 4승 2무로 좋게 시작했지만 그 다음 AS 로마와의 홈 경기에서 0-3 패배를 시작으로 중 하위권 팀들에게 잦은 무승부를 기록하고 만다.

### 모라티 시대 종료 (2013-현재)
2013년 10월 15일부로 인도네시아의 에릭 토히르가 인테르의 지분 70%를 소유하게 됨으로써 새 구단주가 된다. 전 구단주였던 마시모 모라티는 18년 8개월만에 인테르 역사의 전면에서 물러나게 되었고, 명예 구단주로 남게 되었다.
상위권 재도약이자, 챔피언스리그 복귀를 목표로 삼았던 인테르는 2014년 1월엔 2무 2패로 한경기도 승리를 거두지 못하면서 챔피언스리그는커녕 유로파리그 진출권도 가까스로 지켜내고 있었다. 전반기와 마찬가지로 후반기에도 잦은 무승부를 기록하기 시작하면서 부진한 성적을 거두었다. 인테르는 이번시즌을 5위로 마감하면서 유로파리그진출권을 획득하긴 했지만, 인테르의 원래목표였던 챔피언스리그 진출은 실패했다. 지난시즌 9위로 마감한걸 생각하면 전보다 나은 성적을 기록하고 '원정 최다골 경기(사수올로 0-7 인테르)' 기록도 세웠지만, '최다 무승부(15무)', '최다 홈경기 무승부(8무)'도 인테르가 1위를 기록하는 아쉬운 시즌이었다. 시즌이 끝난 후 장기부상으로인해 단 한경기도 출장하지 못했던 크리스티안 키부와 19년동안 인테르에서 활약했던 주장 하비에르 자네티가 나란히 은퇴하였다. 그리고 인테르의 트레블에 기여하였던 에스테반 캄비아소, 왈테르 사무엘, 디에고 밀리토와도 재계약을 하지 않으면서 작별을 고했다.
2014년 10월 23일 모라티도 자신이 맡았던 명예 구단주를 사임하면서 토히르를 전면에 내세웠다. 그리고 이 와중에도 팀은 부진한 성적을 거두면서 같은해 11월 14일, 마차리 감독이 물러나게 되었다.

### 또 다른 역사적 사실
인테르는 세리에 A에서 한 번도 강등된 적이 없는 유일한 팀이다. AC 밀란이 1980년 토토네로 스캔들과 2년 뒤까지 2번, 유벤투스 FC가 2006년 축구 스캔들로 한 번 강등되었지만 아직 인테르는 강등되지 않았다.
2010년 트레블을 이루어낸 마시모 모라티의 아버지 안젤로 모라티 역시 인테르의 황금기었던 1960년대의 구단주였다.

## 유니폼과 상징

### 유니폼
1908년에 설립된 이후 인테르나치오날레는 파란색과 검은색 줄무늬를 입어왔다. 색의 기원으로 검은색을 밤에서, 파란색은 하늘에서 따왔다는 얘기가 있다. 2차세계대전 기간을 빼면, 인테르나치오날레는 파란색과 검은색 줄무늬를 계속 입어와 이탈리아어로 파란색과 검은색인 '네라주리(Nerazzurri)'라는 별명을 얻게 되었다. 2차세계대전 기간 동안에는 이 유니폼을 입는 것이 금지되었다. 1928년, 인테르나치오날레의 이름과 정책은 파시스트 정당을 불편하게 하였다. 그런 결과로 같은 해에 이 20년 된 클럽은 우니오네 스포르티바 밀라니세와 합병되었다. 

밀라노의 깃발

 이 새클럽은 밀라노의 수호 성인 암브로시우스의 이름을 따 암브로시아나 SS 밀라노로 불렸다. 하얀색 바탕에 빨간 십자가인 밀라노의 깃발이 전통적인 파란색과 검은색 줄무늬를 대체하였다.
전쟁 후 파시스트들이 권력을 잃으면서 클럽은 다시 그들의 이름과 색깔을 다시 사용할 수 있었다. 그리고 2008년에는 클럽 창립 100주년을 기념하여 어웨이 유니폼에 다시 밀라노의 깃발을 새겼다. 그들의 도시 깃발을 생각나게 하기 위해 이 유니폼은 3번째 유니폼으로 여전히 사용되고 있다.

### 상징
인테르나치오날레의 설립자이자 화가인 조르지오 무지아니는 1908년 인테르나치오날레의 크레스트를 담당한 사람이다. 첫 번째 디자인은 일련의 원들 가운데의 문양은 'FCIM'의 글자를 합친 것으로 이를 배지로 사용하였다. 가장 기초적인 요소의 디자인은 더 나은 세부 디자인으로 바뀌는 동안에도 항상 남아있었다. 1998년, 클럽은 새로운 반복을 통해 문장을 내놨는데, 이는 최초의 디자인에 약간의 미관적 변화를 한 것이다.
동물들은 종종 이탈리아의 클럽들을 대표해왔다. 일 비시오네(Il biscione), 세르펜테(Serpente)라고 불리는 뱀이 인테르나치오날레를 대표한다. 이 뱀은 밀라노를 대표하는 중요한 상징으로 턱 안에 있는 사람과 함께 또아리를 틀고 있는 독사로 밀라노의 문장에 종종 나온다. 이 상징은 스포르차 가문의(르네상스 기간 동안 밀라노를 지배했던 가문) 군대의 옷, 역사적인 밀라노 공국(400년 동안 신성 로마 제국의 주였다.), 인수부리아(밀라노에 속하는 역사적인 지역)에 있었기 때문에 유명하다. 세리에 A 2001-02 시즌 홈 유니폼과 세리에 A 2010-11 시즌 어웨이 유니폼은 이 뱀을 특징으로 하였다.

## 시설

### 경기장
옛 인테르나치오날레였던 암브로시아나 인테르의 구장은 여전히 시민 공간으로 존재하며 30,000명을 수용할 수 있다.
현재 인테르나치오날레의 홈 경기는 스타디오 주세페 메아차, 또는 경기장이 만들어졌을 때의 지구 이름을 딴 산시로라고 알려진 곳에서 치러지고 있다. 경기장은 1925년 12월 AC 밀란의 회장이었던 피에로 피렐리의 명령으로 지어졌으며 이듬해 9월 19일 인테르나치오날레와 AC 밀란의 경기(6-3으로 인테르나치오날레가 이김.)에서 공식적으로 개관하였다. 1935년에 밀라노 시 소유가 되었으며, 1979년 3월 1920년대에서 40년대까지 인테르나치오날레에서 활약한 주세페 메아차의 이름을 따서 붙였다. 이 경기장은 1948년부터 AC 밀란과 공유하고 있으며 2011년 기준으로 82,995명까지 수용할 수 있다.
또한 이 경기장은 UEFA 경기장 등급에서 5개를 받은 5성급 경기장이다.

### 훈련장
안젤로 모라티 스포츠 센터, 인테르나치오날레 피네티나로 알려진 이곳은 1962년 엘레니오 에레라의 추천을 받은 안젤로 모라티의 지시로 건설되었다. 부지는 보통 코모라고 알려진 아피아노 젠틸레에 위치한다.
세 개의 축구장이 있으며, 이 중 2개는 작은 크기이고 다른 하나는 큰 차앙으로 덮여있어 주전 팀 선수들과 유소년 팀 선수들이 추운 날씨에도 훈련할 수 있도록 해준다. 차앙으로 덮인 이 훈련장은 코라도 오리코가 만들었다. 사실 46m x 26m 크기의 이 훈련장은 '새장'이라는 별칭이 붙어있으며 좁은 곳에서의 경기력을 향상시키기에 유용하다. 또한 훈련장에는 수영이 가능한 수영장과 두개의 체육관(큰 것은 250m2, 작은 것은 100m2), 두 개의 의료 시설(하나는 물리 치료와 마사지를 위한 곳), 세 개의 탈의실과 두 개의 상점이 있다.
이 훈련장의 중앙 부분은 호텔이 있으며 이 곳에는 오락 시설과 테크니컬 미팅과 인테르 채널 연구를 위한 방이 있다.

## 선수

### 현재 선수 명단
2025년 6월 11일 기준
참고: FIFA 자격 규정에 따라 소속된 국가대표팀 국기를 표시합니다. 선수는 복수의 FIFA 비회원국 국적을 가지고 있을 수 있습니다.
| 번호 | 포지션 | 국적       | 이름                       |
| ---- | ------ | ---------- | -------------------------- |
| 1    | GK     |            | 얀 조머                    |
| 2    | DF     |            | 덴젤 둠프리스              |
| 6    | DF     |            | 스테판 더 프레이           |
| 7    | MF     |            | 피오트르 지엘린스키        |
| 8    | FW     |            | 마르코 아르나우토비치      |
| 9    | FW     |            | 마르쿠스 튀람              |
| 10   | FW     |            | 라우타로 마르티네스 (주장) |
| 11   | FW     |            | 호아킨 코레아              |
| 12   | GK     |            | 라파엘레 디 젠나로         |
| 13   | GK     |            | 조제프 마르티네스          |
| 15   | DF     |            | 프란체스코 아체르비        |
| 16   | DF     |            | 다비데 프라테시            |
| 20   | MF     | 튀르키예   | 하칸 찰하노을루            |
| 21   | MF     | 알바니아   | 크리스티안 아슬라니        |
| 22   | MF     | 아르메니아 | 헨리크 미키타리안          |
| 23   | MF     |            | 니콜로 바렐라 (부주장)     |
| 28   | DF     |            | 뱅자맹 파바르              |
| 30   | DF     |            | 카를루스 아우구스투        |
| 31   | DF     |            | 얀 아우렐 비세크           |
| 32   | DF     |            | 페데리코 디마르코          |
| 36   | DF     |            | 마테오 다르미안            |
| 42   | DF     |            | 토마스 팔라시오스          |

| 번호 | 포지션 | 국적 | 이름                |
| ---- | ------ | ---- | ------------------- |
| 95   | DF     |      | 알레산드로 바스토니 |
| 99   | FW     | 이란 | 메흐디 타레미       |

### 임대 선수 명단
참고: FIFA 자격 규정에 따라 소속된 국가대표팀 국기를 표시합니다. 선수는 복수의 FIFA 비회원국 국적을 가지고 있을 수 있습니다.
| 번호 | 포지션 | 국적       | 이름                               |
| ---- | ------ | ---------- | ---------------------------------- |
| —    | GK     | 세르비아   | 필립 스탄코비치 (→ 베네치아)       |
| —    | DF     |            | 프랑코 카르보니 (→ 베네치아)       |
| —    | DF     |            | 알레산드로 폰타나로사 (→ 레자나)   |
| —    | DF     |            | 자코모 스타빌레 (→ 알치오네)       |
| —    | DF     |            | 프란체스코 스탄테 (→ 페르골레테세) |
| —    | DF     |            | 진호 판회스던 (→ KV 메헬렌)        |
| —    | MF     | 나이지리아 | 에버니저 아킨산미로 (→ 삼프도리아) |
| —    | MF     |            | 발렌틴 카르보니 (→ 마르세유)       |
| —    | MF     |            | 루카 디 마조 (→ 페루자)            |

| 번호 | 포지션 | 국적     | 이름                                    |
| ---- | ------ | -------- | --------------------------------------- |
| —    | MF     | 세르비아 | 알렉산다르 스탄코비치 (→ 루체른)        |
| —    | FW     |          | 이시아카 카마테 (→ AVS)                 |
| —    | FW     |          | 프란체스코 피오 에스포시토 (→ 스페치아) |
| —    | FW     |          | 세바스티아노 에스포시토 (→ 엠폴리)      |
| —    | FW     |          | 에노크 오우수 (→ 노바라)                |
| —    | FW     |          | 에디 살세도 (→ OFI)                     |
| —    | FW     | 세네갈   | 아마두 사르 (→ 포자)                    |
| —    | FW     | 우루과이 | 마르틴 사트리아노 (→ 랑스)              |
| —    | FW     |          | 얀 주베레크 (→ 레코)                    |

### 영구 결번
참고: FIFA 자격 규정에 따라 소속된 국가대표팀 국기를 표시합니다. 선수는 복수의 FIFA 비회원국 국적을 가지고 있을 수 있습니다.
| 번호 | 포지션 | 국적 | 이름                                 |
| ---- | ------ | ---- | ------------------------------------ |
| 3    | DF     |      | 자친토 파케티 (사후 명예, 1960~1978) |
| 4    | DF     |      | 하비에르 사네티(1995~2014)           |

### 인테르나치오날레에서만 뛴 선수들
| 순서 | 이름                | 국적     | 포지션                   | 인테르에서의 첫 경기 | 인테르에서의 마지막 경기 |
| ---- | ------------------- | -------- | ------------------------ | -------------------- | ------------------------ |
| 1    | 피에로 캄펠리       | 이탈리아 | 골키퍼                   | 1910년 1월 30일      | 1924년 11월 12일         |
| 2    | 에르만노 아에비     | 이탈리아 | 공격수                   | 1910년 4월 10일      | 1922년 11월 22일         |
| 3    | 아르만도 카스텔라치 | 이탈리아 | 미드필더                 | 1924년 2월 24일      | 1936년 3월 8일           |
| 4    | 자친토 파케티       | 이탈리아 | 왼쪽 풀백                | 1961년 5월 3일       | 1978년 5월 7일           |
| 5    | 산드로 마촐라       | 이탈리아 | 공격형 미드필더, 공격수  | 1961년 6월 10일      | 1977년 11월 8일          |
| 6    | 주세페 베르고미     | 이탈리아 | 오른쪽 풀백, 중앙 수비수 | 1980년 1월 30일      | 1999년 5월 23일          |

### 유명 선수
FC 인테르나치오날레 밀라노의 선수 목록을 참고.

## 코칭 스태프
| 직위                                                             | 스태프                                                                            |
| ---------------------------------------------------------------- | --------------------------------------------------------------------------------- |
| 감독                                                             | 크리스티안 키부                                                                   |
| 수석코치                                                         | 미쉘 크레이크 오를란도 트러스트풀                                                 |
| 골키퍼 코치                                                      | 아드리아노 보나이우티                                                             |
| 의료 팀장                                                        | 피에로 볼피                                                                       |
| 팀 닥터                                                          | 다니엘레 카사리니 알레산드로 코르시니                                             |
| 피트니스 코치                                                    | 안드레아 스카나비오 스이반 카르미나티                                             |
| 재활 코치                                                        | 마시밀리아노 마르체시                                                             |
| 물리 치료사                                                      | 마시모 델라카사 마르코 프리제리오 마테오 페라소 아고스티노 알레시오 안드레아 벨리 |
| 비디오 분석관                                                    | 미첼레 산토니 알레산드루 쇼인마르케르                                             |
| 출처: FC 인테르나치오날레 밀라노 보관됨 2019-07-14 - 웨이백 머신 |                                                                                   |

## 역대 회장
클럽의 역사 동안 많은 회장들이 있었으며 몇몇은 클럽의 구단주로, 나머지는 명예직이다. 다음은 클럽의 역대 구단주 목록이다.

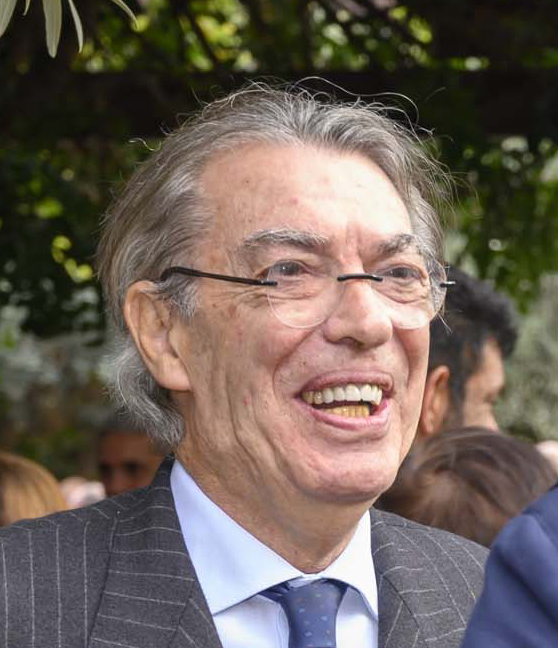
트레블 당시 인테르나치오날레 회장인 마시모 모라티

|                             | \| 이름 \| 재임 년도 \| \| --------------------------- \| --------- \| \| 조반니 파라미티오티 \| 1908–1909 \| \| 에토레 스트라우스 \| 1909–1910 \| \| 카를로 데 메디치 \| 1910–1912 \| \| 에밀리오 히르젤 \| 1912–1914 \| \| 루이지 안스바처 \| 1914 \| \| 주세페 비스콘티 디 모드로네 \| 1914–1919 \| \| 조르지오 훌스 \| 1919–1920 \| \| 프란체스코 마우로 \| 1920–1923 \| \| 엔리코 올리베티 \| 1923–1926 \| \| 세나토레 보를레티 \| 1926–1929 \| \| 에르네스토 토루시오 \| 1929–1930 \| \| 오레스테 시몬노티 \| 1930–1932 \| \| 페르디난도 포차니 \| 1932–1942 \| \| 카를로 마세로니 \| 1942–1955 \| \| 안젤로 모라티 \| 1955–1968 \| \| 이바노에 프라이졸리 \| 1968–1984 \| \| 에르네스토 펠레그리니 \| 1984–1995 \| \| 마시모 모라티 \| 1995–2004 \| \| 자친토 파케티 \| 2004–2006 \| \| 마시모 모라티 \| 2006–2013 \| \| 에릭 토히르 \| 2013-2018 \| |
| 이름                        | 재임 년도 |
| 조반니 파라미티오티         | 1908–1909 |
| 에토레 스트라우스           | 1909–1910 |
| 카를로 데 메디치            | 1910–1912 |
| 에밀리오 히르젤             | 1912–1914 |
| 루이지 안스바처             | 1914 |
| 주세페 비스콘티 디 모드로네 | 1914–1919 |
| 조르지오 훌스               | 1919–1920 |
| 프란체스코 마우로           | 1920–1923 |
| 엔리코 올리베티             | 1923–1926 |
| 세나토레 보를레티           | 1926–1929 |
| 에르네스토 토루시오         | 1929–1930 |
| 오레스테 시몬노티           | 1930–1932 |
| 페르디난도 포차니           | 1932–1942 |
| 카를로 마세로니             | 1942–1955 |
| 안젤로 모라티               | 1955–1968 |
| 이바노에 프라이졸리         | 1968–1984 |
| 에르네스토 펠레그리니       | 1984–1995 |
| 마시모 모라티               | 1995–2004 |
| 자친토 파케티               | 2004–2006 |
| 마시모 모라티               | 2006–2013 |
| 에릭 토히르                 | 2013-2018 |

## 역대 감독

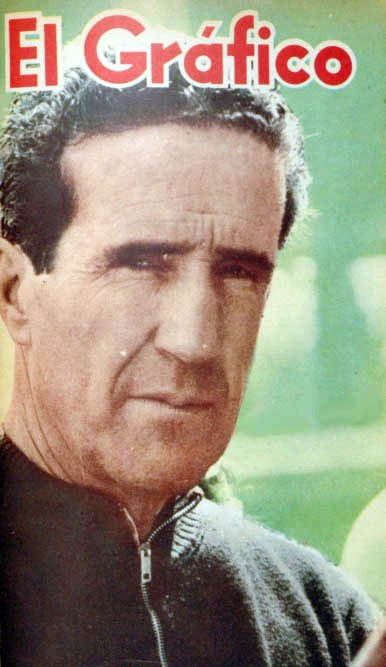
라 그란데 인테르 시대를 이끌었던 엘레니오 에레라

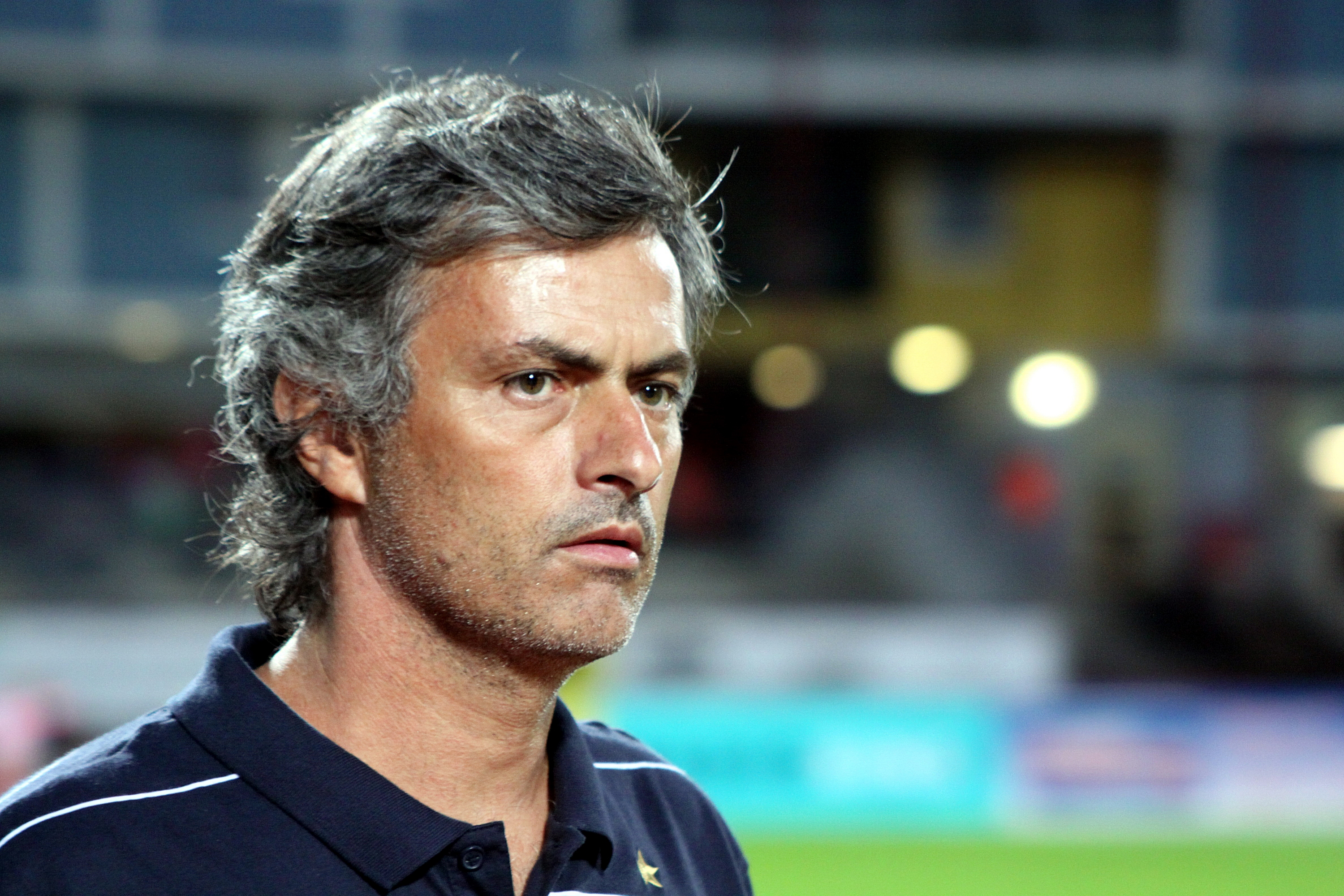
인테르나치오날레를 이끌고 트레블을 한 주제 모리뉴

2014년에 이르기까지 발테르 마차리까지 포함하여 60명의 감독들이 인테르나치오날레를 거쳐갔다. 첫 번째 감독은 비르질리오 포사티였으며, 가장 오랫동안 계약한 사람은 9년동안 계약했었던 엘레니오 에레라이다. 그의 감독하에 인테르나치오날레 3번의 스쿠데토, 2번의 유러피언컵, 2번의 인터콘티넨털컵을 들어올리면서 성공적인 시간을 보냈다. 인테르나치오날레에서 또 다른 성공을 가져다준 감독은 2년간 계약을 하였던 조제 모리뉴로 첫 해에는 세리에 A 정상에 올랐으며, 두 번째 해에는 이탈리아 팀 최초로 트레블을 하였다.
| 이름                            | 국적       | 연도      |
| ------------------------------- | ---------- | --------- |
| 비르질리오 포사티               | 이탈리아   | 1909~1915 |
| 니노 레세아티 프란체스코 마우로 | 이탈리아   | 1919~1920 |
| 밥 스포티쉬우드                 | 잉글랜드   | 1922~1924 |
| 베이시 아르파드                 | 헝가리     | 1926~1928 |
| 요셉 비올라                     | 헝가리     | 1928~1929 |
| 베이시 아르파드                 | 헝가리     | 1929~1931 |
| 토트 이시트반                   | 헝가리     | 1931~1932 |
| 베이시 아르파드                 | 헝가리     | 1932~1934 |
| 펠트만 줄러                     | 헝가리     | 1934~1936 |
| 알비노 카라로                   | 헝가리     | 1936      |
| 아르만도 카스텔라치             | 이탈리아   | 1936~1938 |
| 토니 카르그넬리                 | 오스트리아 | 1938~1940 |
| 주세페 페루게티                 | 이탈리아   | 1940      |
| 이탈로 잠베르레티               | 이탈리아   | 1941      |
| 이보 피오렌티니                 | 이탈리아   | 1941~1942 |
| 조반니 페라리                   | 이탈리아   | 1942~1945 |
| 카를로 카르카노                 | 이탈리아   | 1945~1946 |
| 니노 누트리치오                 | 이탈리아   | 1946      |
| 주세페 메아차                   | 이탈리아   | 1947~1948 |
| 카를로 카르카노                 | 이탈리아   | 1948      |
| 다이 아스틀레이                 | 웨일스     | 1948      |
| 지울로 카펠리                   | 이탈리아   | 1949~1950 |
| 알도 올리베이리                 | 이탈리아   | 1950~1952 |
| 알프레도 포니                   | 이탈리아   | 1952~1955 |
| 알도 캄파텔리                   | 이탈리아   | 1955      |
| 주세페 메아차                   | 이탈리아   | 1955~1956 |
| 아니발레 프로시                 | 이탈리아   | 1956      |
| 루이지 페레로                   | 이탈리아   | 1957      |
| 주세페 메아차                   | 이탈리아   | 1957      |
| 제세 카버                       | 잉글랜드   | 1957~1958 |
| 주세페 비고그노                 | 이탈리아   | 1958      |
| 알도 캄파텔리                   | 이탈리아   | 1959~1960 |
| 카밀리오 아칠리                 | 이탈리아   | 1960      |
| 지울로 카펠리                   | 이탈리아   | 1960      |
| 엘레니오 에레라                 | 아르헨티나 | 1960~1968 |
| 알프레도 포니                   | 이탈리아   | 1968~1969 |
| 에리베르토 에레라               | 파라과이   | 1969~1971 |
| 조반니 인베르니치               | 이탈리아   | 1964~1965 |
| 에니아 마시에로                 | 이탈리아   | 1973      |
| 엘레니오 에레라                 | 아르헨티나 | 1973      |

| 이름                    | 국적       | 연도      |
| ----------------------- | ---------- | --------- |
| 에니아 마시에로         | 이탈리아   | 1974      |
| 루이스 수아레스         | 스페인     | 1974~1975 |
| 주세페 키아펠라         | 이탈리아   | 1976~1977 |
| 에우제니오 베르셀리니   | 이탈리아   | 1977~1982 |
| 리노 마르케시           | 이탈리아   | 1982~1983 |
| 루이지 라디체           | 이탈리아   | 1983~1984 |
| 일라리오 카스타녜르     | 이탈리아   | 1984~1986 |
| 마리오 코르소           | 이탈리아   | 1979~1980 |
| 조반니 트라파토니       | 이탈리아   | 1986~1991 |
| 코라도 오리코           | 이탈리아   | 1991      |
| 루이스 수아레스         | 스페인     | 1992      |
| 오스발도 바뇰리         | 이탈리아   | 1992~1994 |
| 잠피에로 마리니         | 이탈리아   | 1994      |
| 오타비오 비안키         | 이탈리아   | 1994~1995 |
| 루이스 수아레스         | 스페인     | 1995      |
| 로이 호지슨             | 잉글랜드   | 1995~1997 |
| 루차노 카스텔리니       | 이탈리아   | 1997      |
| 루이지 시모니           | 이탈리아   | 1997~1998 |
| 미르체아 루체스쿠       | 루마니아   | 1998~1999 |
| 루차노 카스텔리니       | 이탈리아   | 1999      |
| 로이 호지슨             | 잉글랜드   | 1999      |
| 마르첼로 리피           | 이탈리아   | 1999~2000 |
| 마르코 타르델리         | 이탈리아   | 2000~2001 |
| 엑토르 쿠페르           | 아르헨티나 | 2001~2003 |
| 코라도 베르델리         | 이탈리아   | 2003      |
| 알베르토 자케로니       | 이탈리아   | 2003~2004 |
| 로베르토 만치니         | 이탈리아   | 2004~2008 |
| 조제 무리뉴             | 포르투갈   | 2008~2010 |
| 라파엘 베니테스         | 스페인     | 2010      |
| 레오나르두 아라우주     | 브라질     | 2010~2011 |
| 잔 피에로 가스페리니    | 이탈리아   | 2011      |
| 클라우디오 라니에리     | 이탈리아   | 2011-2012 |
| 안드레아 스트라마키오니 | 이탈리아   | 2012-2013 |
| 발테르 마차리           | 이탈리아   | 2013-2014 |
| 로베르토 만치니         | 이탈리아   | 2014~2016 |
| 프랑크 더 부르          | 네덜란드   | 2016      |
| 스테파노 베키           | 이탈리아   | 2016      |
| 스테파노 피올리         | 이탈리아   | 2016~2017 |
| 스테파노 베키           | 이탈리아   | 2017      |
| 루치아노 스팔레티       | 이탈리아   | 2017~2019 |
| 안토니오 콘테           | 이탈리아   | 2019~2021 |
| 시모네 인차기           | 이탈리아   | 2021~2025 |
| 크리스티안 키부         | 루마니아   | 2025~     |

## 역대 주장
FC 인테르나치오날레 밀라노의 선수 목록#주장을 참고

## 서포터와 라이벌

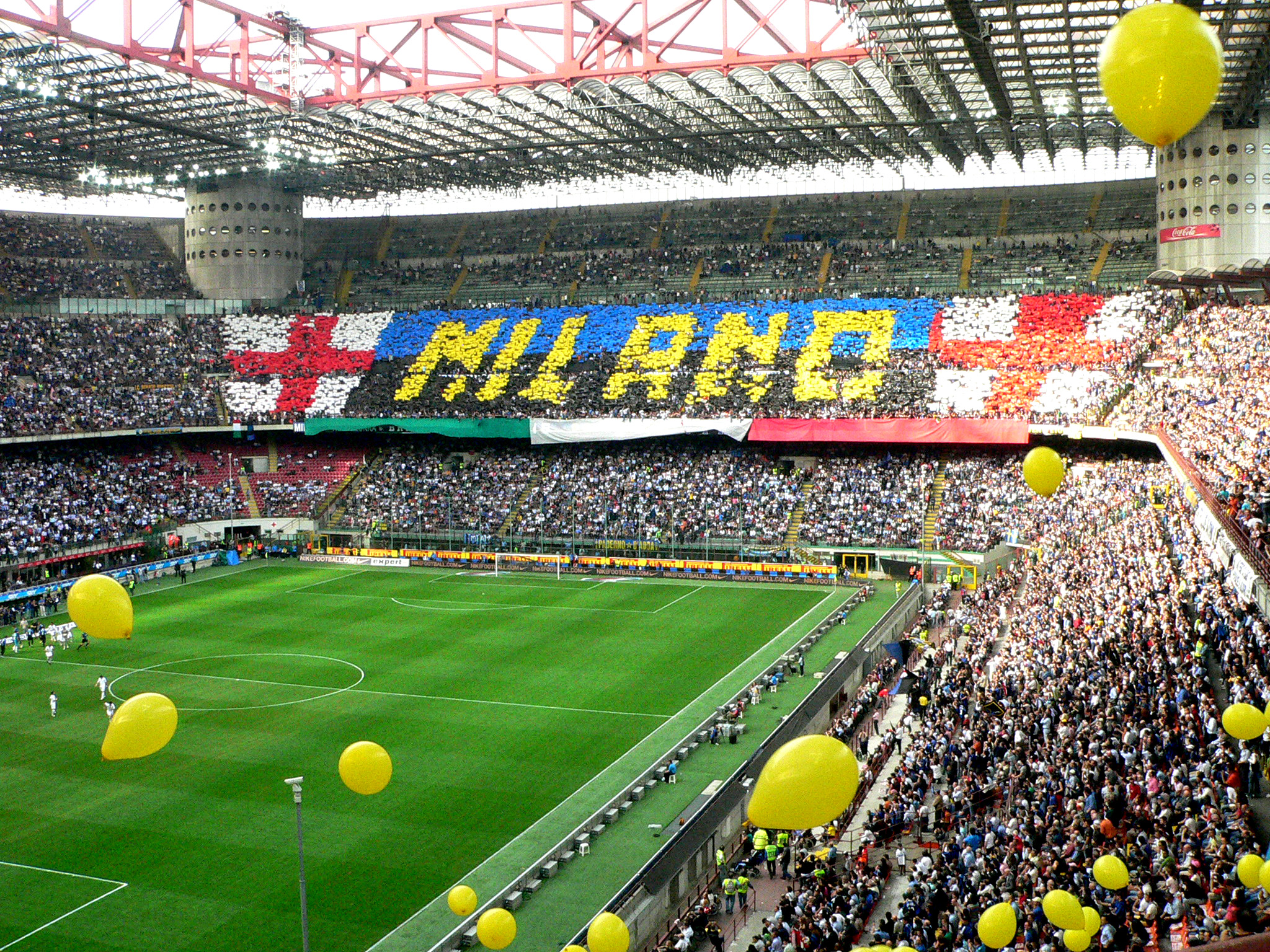
스타디오 주세페 메아차에 모인 인테르나치오날레의 서포터들

인테르나치오날레는 이탈리아에서 서포터가 가장 많은 팀들 중 하나이다.
역사적으로 인테르나치오날레는 노동자들 대다수와 이탈리아 남부 이민자들의 응원에 AC 밀란과 반대로 중산층과 부르주아지들의 지지를 받았다.
인테르나치오날레의 전통적인 서포터들은 보이스 산(Boys San)으로, 1969년에 설립된 이들이 일반적으로 이들이 가장 오래되었기 때문에 서포터의 역사에서 상당한 지위에 있다. 정치적으로 인테르나치오날레의 서포터들의 성향은 보통 우파로 생각하고 있으며 SS 라치오의 서포터들과도 좋은 관계를 유지하고 있다. 주요 서포터인 보이스산 뿐만 아니라, 비킹그(Viking), 일리두치빌리(Irriducibili), 울트라스(Ultras), 브리안차 알콜리카(Brianza Alcoolica)와 같은 4개의 거대한 서포터스 그룹 역시 존재한다.

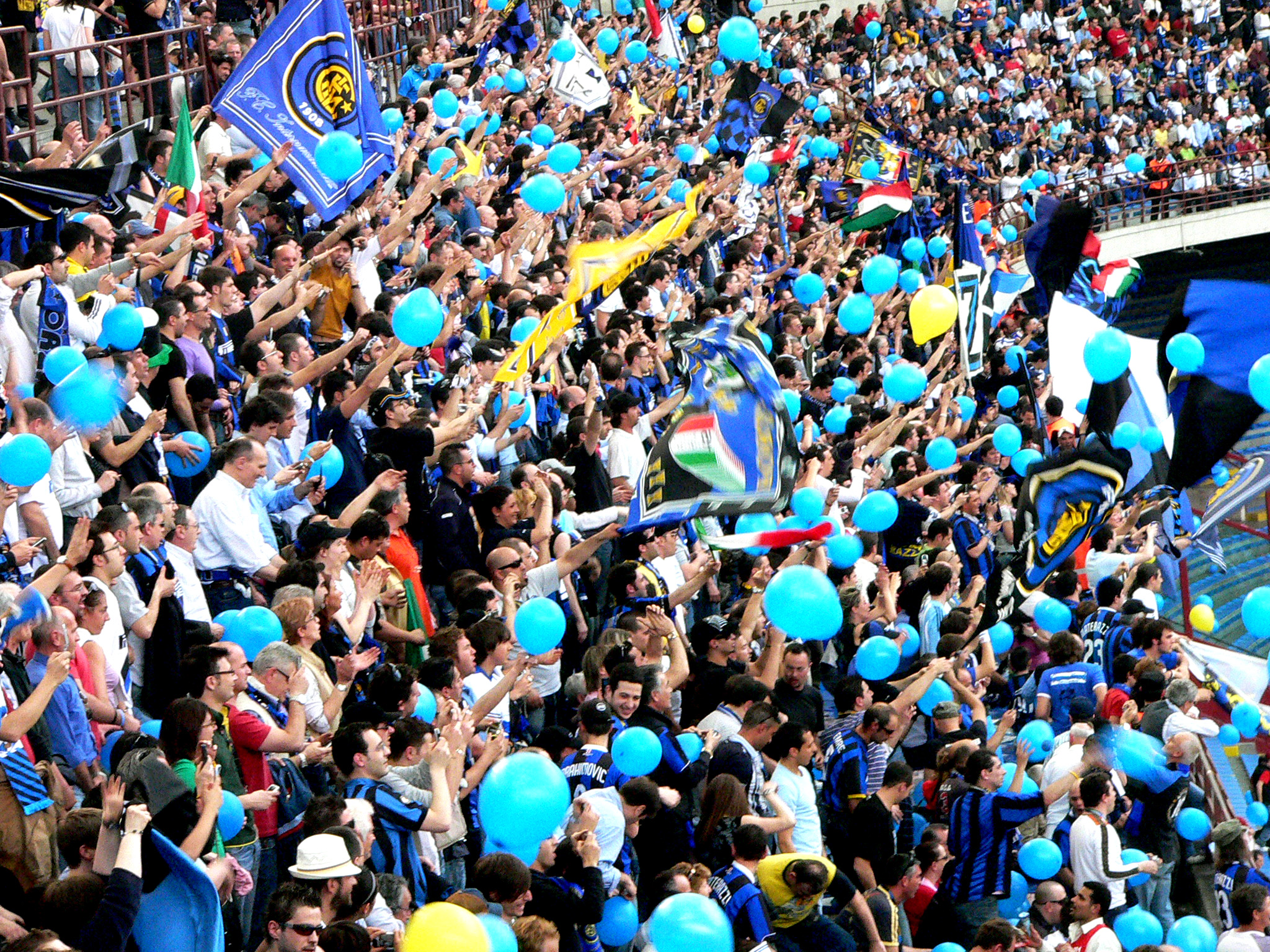
2007년 15번째 우승을 축하하는 인테르나치오날레의 서포터들

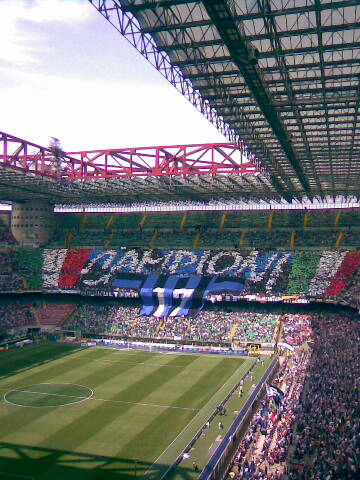
2008-2009 시즌의 쿠르바 노드

인테르나치오날레의 팬들 중에서 가장 목소리가 큰 사람들은 쿠르바 노드, 스타디오 주세페 메아차의 북쪽 자리로 모인다. 인테르나치오날레를 응원하기 위하여 배너를 펴고 기를 흔드는 등 오랜 전통들을 쿠르바 노드가 주도해왔기 때문에 그들은 팀의 가장 끝까지 버티는 서포터들과 동의어가 되었다.
인테르나치오날레에게는 많은 라이벌들이 존재한다. 같은 도시를 연고로 하기 때문에 데르비 델라 마돈니아라고 부르는 경기의 상대 팀인 AC 밀란이 대표적인 라이벌이다. 이들은 인테르나치오날레가 1908년에 떨어져나올 때부터 지금까지 존재하고 있다. 더비의 이름은 로마 가톨릭교회의 마리아를 언급한 것으로 밀라노 대성당 꼭대기에 그녀의 동상이 있기 때문이다. 이 경기는 보통 활기찬 분위기를 만들며 종종 웃기거나 공격적이기도한 다수의 배너가 걸린다. 폭죽도 일반적인 응원도구이지만, 4월 12일 UEFA 챔피언스리그 2004-05 AC 밀란과의 8강전 2차전 경기에서 관중석에 있던 인테르나치오날레의 서포터가 던진 폭죽이 밀란의 골키퍼 지다의 어깨에 떨어지면서 경기를 더 이상 할 수 없었고 결국 몰수패를 당해야만 했다.
또 다른 라이벌로 유벤투스 FC가 있는데 이들과의 경기는 데르비 디탈리아로 불린다. 2006년 축구 스캔들로 유벤투스가 강등되기 전까지 이 두 클럽은 한 번도 강등되지 않은 팀이었다.
축구 스캔들 이후, 인테르나치오날레는 AS 로마와 우승 경쟁을 하면서 라이벌이 되었다. 이들은 인테르나치오날레가 2005년에서 2010년까지 세리에 A를 5연패할 때 4번이나 준우승을 차지했다. 2006년 이후로 양 팀은 5번이나 코파 이탈리아 결승전에서 만났으며 또한 4번의 수페르코파 이탈리아나 경기를 갖기도 했다.
이 외에 같은 검정, 파랑 줄무늬를 사용하는 아탈란타 BC, 그리고 남부에 있는 SSC 나폴리와 같은 클럽들과도 라이벌 관계에 있다.

## 문화 속의 인테르나치오날레
나라에서 가장 성공적인 클럽 중 하나로 인테르나치오날레는 축구 뿐만 아니라 이탈리아 문화에서도 두드러졌다.
인테르나치오날레의 선수였던 브루노 볼치는 처음으로 인쇄된 '파니니 칼치아토리(Calciatori Panini)의 주인공이었다. 인테르나치오날레의 선수들은 US 팔레르모 선수들과 함께 처음으로 스포츠 매체인 '라 도미니카 스포르티바'에 출연하였다. 이 날짜는 1954년 1월 3일로 같은 날 RAI-이탈리아 라디오와 텔레비전이 공식적으로 방송을 시작했다.
1960년대엔 자발적으로 첫 서포터즈들이 만들어짐에 따라 세계 최초로 시즌 티켓을 경기장에 도입하였다. 1995년 7월 30일에는 이탈리아 클럽 최초로 홈페이지인 “Inter.it”.이 개설되었다. 15년 뒤인 2010년에는 세계에서 가장 방문자가 많은 축구 클럽 홈페이지와 이탈리아 스포츠에서 두 번째로 방문자가 많은 홈페이지가 되었다.
인테르나치오날레는 'Eccezzziunale... veramente'와 같은 많은 영화들과 연관되어왔다. 이의 속편인 'Eccezzziunale... veramente - Capitolo secondo... me'에서는 디에고 아바탄투오노가 인테르 팬인 프랑코 역을 맡았고, 그의 친구와 대화하는 도나토 카발로는 AC 밀란 팬을 맡았다.(아바탄투오노에 대비되는 역) 여기서 그는 3년 뒤에 틀렸음이 증명되는 '인테르나치오날레는 절대 4회 연속해서 우승하지 못 할 것이다'라고 놀렸다. 다른 영화로는 'A due calci dal paradiso'로 두 청소년이 인테르나치오날레의 선수가 되고, 코메디 영화인 'Paulo Roberto Cotechiño centravanti di sfondamento', 그리고 인테르나치오날레가 자주 인용되는 'L'allenatore nel pallone'와 'L'allenatore nel pallone 2'가 있다.
가장 중요한 영화는 알베르토 도노프리코가 만든 전 인테르나치오날레의 주장 자친토 파케티에게 헌정된 'Mostra Internazionale d'Arte Cinematografica di Venezia nel 2007'가 있다.
인테르나치오날레와 선수들은 다음과 같은 노래에서도 언급된다. 아드리아노 셀렌타노의 'Eravamo in 100.000 '와 루시아노 리가부에가 가브리엘 오리알리에게 헌정한 'Una vita da mediano', 리카르도 페리와 그의 자책골 기록이 인용된 'Hai un momento Dio?'와 'A che ora è la fine del mondo?'과 같은 곡이 있다.

## 역대 성적

### 국내 대회 타이틀
세리에 A:
- 우승 (20): 1909-10, 1919-20, 1929-30, 1937-38, 1939-40, 1952-53, 1953-54, 1962-63, 1964-65, 1965-66, 1970-71, 1979-80, 1988-89, 2005-06, 2006-07, 2007-08, 2008-09, 2009-10, 2020-21, 2023-24
- 준우승 (17): 1932-33, 1933-34, 1934-35, 1940-41, 1948-49, 1950-51, 1961-62, 1963-64, 1966-67, 1969-70, 1992-93, 1997-98, 2002-03, 2010-11, 2019-20, 2021-22, 2024-25

코파 이탈리아:
- 우승 (9회): 1938–39, 1977–78, 1981–82, 2004–05, 2005–06, 2009–10, 2010-11, 2021-22, 2022-23
- 준우승 (6회): 1958–59, 1964–65, 1976–77, 1999–00, 2006–07, 2007–08

수페르코파 이탈리아나:
- 우승 (7회): 1989, 2005, 2006, 2008, 2010, 2021, 2022
- 준우승 (4회): 2000, 2007, 2009, 2011

### 유럽 대회 타이틀
유러피언 컵/UEFA 챔피언스리그:
- 우승 (3회): 1963–64, 1964–65, 2009–10
- 준우승 (4회): 1966–67, 1971–72 , 2022-23 , 2024-25

UEFA 컵/UEFA 유로파리그:
- 우승 (3회): 1990–91, 1993–94, 1997–98
- 준우승 (2회): 1996–97, 2019–20

### 국제 대회 타이틀
인터콘티넨털컵 /FIFA 클럽 월드컵
- 우승 (3회): 1964, 1965, 2010

## 개인 기록

### 최다 출전 선수
굵은 글씨는 현역 선수를 나타냄.
| #  | 이름                | 국적       | 활동 기간 | 경기 |
| -- | ------------------- | ---------- | --------- | ---- |
| 1  | 하비에르 사네티     | 아르헨티나 | 1995-2014 | 858  |
| 2  | 주세페 베르고미     | 이탈리아   | 1982–1998 | 756  |
| 3  | 자친토 파케티       | 이탈리아   | 1960–1978 | 634  |
| 4  | 산드로 마촐라       | 이탈리아   | 1960–1977 | 565  |
| 5  | 주세페 바레시       | 이탈리아   | 1977–1992 | 559  |
| 6  | 마리오 코르소       | 이탈리아   | 1957–1973 | 502  |
| 7  | 왈테르 쳉가         | 이탈리아   | 1982–1994 | 473  |
| 8  | 타르키시오 부르니치 | 이탈리아   | 1962–1974 | 467  |
| 9  | 알레산드로 알토벨리 | 이탈리아   | 1977–1988 | 466  |
| 10 | 사미르 한다노비치   | 슬로베니아 | 2012-2023 | 455  |

### 최다 득점 선수
| #  | 이름                | 국적       | 활동 기간                     | 골  |
| -- | ------------------- | ---------- | ----------------------------- | --- |
| 1  | 주세페 메아차       | 이탈리아   | 1927-1940/1946-1947           | 284 |
| 2  | 알레산드로 알토벨리 | 이탈리아   | 1977–1988                     | 209 |
| 3  | 로베르토 보닌세냐   | 이탈리아   | 1969–1976                     | 171 |
| 4  | 산드로 마촐라       | 이탈리아   | 1960–1977                     | 160 |
| 5  | 루이지 체베니니     | 이탈리아   | 1912–1915/1919-1921/1922-1927 | 156 |
| 6  | 베니토 로렌치       | 이탈리아   | 1947–1958                     | 143 |
| 7  | 이스트반 니어스     | 헝가리     | 1948–1954                     | 133 |
| 8  | 마우로 이카르디     | 아르헨티나 | 2013-2019                     | 124 |
| 9  | 크리스티안 비에리   | 이탈리아   | 1999–2005                     | 123 |
| 10 | 라우타로 마르티네스 | 아르헨티나 | 2018~                         | 107 |

## 개인 수상

### FIFA 올해의 선수
다음의 선수들이 인테르나치오날레에 있으면서 FIFA 올해의 선수상을 받았다.
- 1991 -  로타어 마테우스
- 1997 -  호나우두
- 2002 -  호나우두

### 발롱도르
다음의 선수들이 인테르나치오날레에 있으면서 발롱도르상을 받았다.
- 1990 -  로타어 마테우스
- 1997 -  호나우두

### UEFA 올해의 선수
다음의 선수들이 인테르나치오날레에 있으면서 UEFA 올해의 클럽 축구 선수상을 받았다.
- 1998 -  호나우두
- 2010 -  디에고 밀리토

## 기업으로 본 인테르나치오날레
딜로이트 컨설팅이 설립한 "The Football Money League"에 따르면 2008-09 시즌에 인테르나치오날레는 196,500,000 유로의 수익을 올리면서 유벤투스의 뒤, AC 밀란의 앞인 9위를 기록하였다. 클럽은 전 시즌에 벌인 172,900,000 유로를 훨씬 뛰어넘는 이익을 기록했으며 순위도 한 계단 상승하였다. 이 리그가 처음 시작되었을 때도 인테르나치오날레는 도시 라이벌인 AC 밀란보다 순위에서 앞서있었다.
이익은 다음과 같이 구성되어있다. 경기(14%, 28,200,000 유로), 방송(59%, 115,700,000 유로, +7% 8,00,000 유로), 판매(27%, 52,600,000 유로, 43%, 15,800,000 유로, +43%, 15,800,000 유로), 유니폼 스폰서인 나이키와 피렐리가 얻은 상업적 이익에서 각각 18,100,000 유로와 9,300,000 유로를 주었으며 챔피언스리그중계료로 로 1,600,000 유로를 받았다.
2010-11 시즌부터 세리에 A 클럽들이 클럽 TV 권한을 개별적으로 협상하지 않고 일괄적으로 협상을 하고 있다. 이 변화는 인테르나치오날레나 라이벌 유벤투스, AC 밀란의 중계료 수입이 줄어드는 대신에 중소클럽들의 중계료 수입이 늘어남을 뜻한다.
인테르나치오날레의 경기 수입은 합쳐서 가장 많이 버는 6개팀이 2,600,000 유로를 벋는 것에 반해 홈 경기당 단지 1,100,000 유로이다.
딜로이트는 이탈리아 축구의 쟁점에 표현했는데, 특히 경기 수익 문제가 인테르나치오날레를 다른 유럽의 거대한 팀들에게 눌러 졌으며, 그들의 경기장을 만든다면 세리에 A 클럽들은 더더욱 세계 무대에서 경쟁력이 있을 것이라고 하였다.
인테르나치오날레는 또한 이탈리아 클럽들 중 가장 부채가 많은 클럽이기도 하다. 2006-07 시즌에 206,000,000 유로의 손실이 났으며(제안된 증자 99,000,000 유로가 적용되면서 이적료의 할부 상환으로 회계 기준이 변하여 112,000,000 유로가 임시 기본 자금으로 있다.), 2007-08 시즌은 발표되지 않았고, 2008-09 시즌에는 에누리 없이 154,423,469 유로의 손실을 기록하였다.(제안된 증자 70,000,000 유로가 적용된 것이 나중에 90,000,000 유로로 증가) 그리고 가장 최근의 기록인 2010년에는 69,045,804 유로가(제안된 증자 40,000,000 적용) 이는 즐라탄 이브라히모비치의 이적료와 주제 모리뉴의 트레블과 재이적 조항이 기여한 것이다.

## 유니폼 제조업체와 셔츠 스폰서
| 기간      | 유니폼 제조업체    | 셔츠 스폰서                            |
| --------- | ------------------ | -------------------------------------- |
| 1979–1981 | 푸마               |                                        |
| 1981/1982 | 푸마               | 이노-힛                                |
| 1982–1986 | 메크스포르트       | 미수라                                 |
| 1986–1988 | 르 꼬끄 스포르티브 | 미수라                                 |
| 1988–1991 | 울스포츠           | 미수라                                 |
| 1991/1992 | 엄브로             | 피트가르                               |
| 1992–1995 | 엄브로             | 피오루치                               |
| 1995–1998 | 엄브로             | 피렐리                                 |
| 1998–2016 | 나이키             | 피렐리                                 |
| 2016-     | 나이키             | 피렐리 (공식 경기) suning.com (훈련복) |

## 같이 보기
- 왕조 (스포츠)
- 유럽 클럽 협회